# 若林真
若林 真（わかばやし しん、1929年4月3日 - 2000年3月14日）は、日本のフランス文学者・作家・翻訳家・批評家。慶應義塾大学名誉教授。
新潟県佐渡郡生まれ。1948年、慶應義塾大学文学部予科に入学。1949年、新制の慶應義塾大学文学部に入学。翌年、仏文学専攻に進学。同窓に山川方夫、田久保英夫がおり、親しく交流した。在学中は小説を執筆したり、『三田文学』で批評を行ったりした。1953年、慶應義塾大学文学部仏文学専攻を卒業。1956年、慶應義塾大学文学研究科仏文学専攻修士課程修了。1959年、同大学院博士課程満期退学、慶應義塾大学文学部助手。1961年同専任講師、1965年同助教授、1970年同教授。1972年、大学紛争で心身を疲弊したことから、小説「海を畏れる」を執筆し、『新潮』に掲載された。1980年、慶應義塾大学理事。
1995年、定年退職、名誉教授。

## 著書
- 『海を畏れる』文芸春秋、1973年
- 『絶対者の不在』第三文明社、1973年

## 翻訳
- 『蠱惑の夜』（ジョルジュ・バタイユ、大日本雄弁会講談社） 1957、のち改題『C神父』（二見書房、ジョルジュ・バタイユ著作集） 1971
- 『小説の時代』（G・ブレー,M・ギトン、佐藤朔共訳、紀伊国屋書店、現代文芸評論叢書） 1959
- 『ロベルトは今夜』（ピエール・クロソウスキー、遠藤周作共訳、河出書房新社） 1960、のち河出文庫 2006
- 『ジル』（ドリュ・ラ・ロシェル、集英社、世界文学全集、20世紀の文学10） 1968
『ジル』上・下（国書刊行会、1945：もうひとつのフランス1） 1987.7
- 『快楽の館』（アラン・ロブ＝グリエ、河出書房新社、今日の海外小説） 1969 、のち河出文庫 2009
- 『ロンドンの夜 / 聖遺骨』（アンリ・トマ、田中倫郎共訳、白水社、現代フランス小説） 1971
- 『背徳者』（ジッド、講談社文庫） 1971
- 『イザベル』（ジッド、講談社、世界文学全集） 1974
- 『キリスト教文学の世界 1 (J・グリーン / ジッド)』（主婦の友社） 1977.3
「モイラ」（J・グリーン、福永武彦訳）
「地を旅する者」（J・グリーン、川村克己訳）
解説「キリスト教は肉欲を否定するか - 「モイラ」をめぐって」（遠藤周作）
「狭き門」（ジッド、若林真訳）
「汝も亦…」』（ジッド、若林真訳）
解説「「狭き門」はキリスト教小説か」(遠藤周作)
- 『内部』（エレーヌ・シクスス、新潮社、新潮・現代世界の文学） 1978.2
- 『夢の貨幣』（マルグリット・ユルスナール、集英社、世界文学全集24 ユルスナール） 1978
『夢の貨幣』（マルグリット・ユルスナール、白水社、ユルスナール・セレクション） 2001.10
- 『さようなら、友よ』（パトリック・ベッソン、読売新聞社） 1982.4
- 『癩者への接吻 ほか』（モーリヤック、春秋社、モーリヤック著作集1） 1982
- 『歓待の掟』（ピエール・クロソウスキー、永井旦共訳、河出書房新社） 1987.10
- 「アンドレ・ジッド代表作選」全5巻（アンドレ・ジッド、慶應義塾大学出版会） 1999.6
第1巻『詩的散文』
「アンドレ・ワルテルの手記」
「アンドレ・ワルテルの詩」
「ナルシス譚」
「ユリアンの旅」
「愛の試み」
「地の糧」
「新しい糧」
第2巻『ソチ』
「パリュード」
「鎖が解けたプロメーテウス」
「法王庁の抜け穴」
第3巻『レシ 第1部』
「背徳者」
「放蕩息子の帰宅」
「狭き門」
「田園交響楽」
「汝も亦……」
第4巻『レシ 第2部』
「エル・ハジ」
「イザベル」
「女の学校」
「ロベール」
「ジュヌヴィエーヴ」
「テセウス」
第5巻『ロマン』
「贋金つかい」
「贋金つかいの日記」